# Bienertia kavirense
Bienertia kavirense är en amarantväxtart som beskrevs av Akhani. Bienertia kavirense ingår i släktet Bienertia och familjen amarantväxter. Inga underarter finns listade i Catalogue of Life.